# Tia Ballard
Tia Lynn Ballard (Paris, Texas, 11 de mayo de 1986) es una actriz de voz afiliada a la compañía de anime Funimation. 

## Carrera
Ha aportado la voz de personajes animados como Kusano en Sekirei, Rin Ogata en Rideback, Mizore Shirayuki en Rosario + Vampire, Nanami Momozono en Kamisama Kiss y Happy en Fairy Tail.
Ballard creció en Paris, Texas. Se inspiró para entrar en la actuación de voz cuando asistió a una convención de anime. Aparte de la actuación de voz, Ballard es la creadora de un cómic en línea temático de Super Mario Bros llamado Koopasta.

## Personajes notables
- Kusano	de Sakirei
- Mizore Shirayuki de Rosario + Vampires
- Happy de Fairy Tail
- Megumi Shimizu de Shiki
- Elizabeth Mably de Freezing
- Alvis Hamilton de Last Exile
- Rea Sanka de Sankarea
- Inaho Kushiya de Maken-ki!
- Peashy de Hyperdimension Neptunia
- Velvet de Them's Fightin' Herds
- Zero Two de Darling in the Franxx
- Rein de Darwin's Game